# 棕胸雅鹛
棕胸雅鹛（学名：Trichastoma tickelli）为画眉科雅鹛属的鸟类。分布于广布于中南半岛、西至缅甸、印度、南至马来半岛、印度尼西亚以及中国大陆的云南等地，多见于潜伏于近溪的灌丛间或竹林下木处。该物种的模式产地在缅甸德林达依省。

## 亚种
- 棕胸雅鹛云南亚种（学名：Trichastoma tickelli fulvum）。分布于越南、老挝、泰国、缅甸以及中国大陆的云南等地。该物种的模式产地在缅甸克耶邦。[2]